# 麥克利錨鰨
麥克利錨鰨為輻鰭魚綱鰈形目鰨亞目鰨科的其中一種，為溫帶海水魚，分布於西太平洋澳洲東部海域，體長可達28公分，棲息在底層水域，生活習性不明，可作為食用魚。